# Gagnefs och Rättviks tingslags valkrets
Gagnefs och Rättviks tingslags valkrets (fram till 1893 Gagnefs samt Rättviks och Ore tingslags valkrets) var från extravalet 1887 till valet 1908 en egen valkrets i andra kammaren med ett mandat. Valkretsen, som omfattade Gagnefs och Rättviks tingslag, avskaffades vid införandet av proportionellt valsystem i riksdagsvalet 1911 och uppgick i Kopparbergs läns norra valkrets.

## Riksdagsman
- Ollas Anders Ericsson, lmp 1887, gamla lmp 1888–1894, lmp 1895, vilde 1896–1905, nfr 1906–1911 (höstsessionen 1887–1911)

## Valresultat

### 1896
| Andrakammarvalet i Sverige 1896: Gagnefs och Rättviks tingslags valkrets | Andrakammarvalet i Sverige 1896: Gagnefs och Rättviks tingslags valkrets | Andrakammarvalet i Sverige 1896: Gagnefs och Rättviks tingslags valkrets | Andrakammarvalet i Sverige 1896: Gagnefs och Rättviks tingslags valkrets | Andrakammarvalet i Sverige 1896: Gagnefs och Rättviks tingslags valkrets | Andrakammarvalet i Sverige 1896: Gagnefs och Rättviks tingslags valkrets |
| Parti                                                                    | Parti                                                                    | Kandidat                                                                 | Röster                                                                   | %                                                                        | ±                                                                        |
| ------------------------------------------------------------------------ | ------------------------------------------------------------------------ | ------------------------------------------------------------------------ | ------------------------------------------------------------------------ | ------------------------------------------------------------------------ | ------------------------------------------------------------------------ |
|                                                                          | Obunden frihandelsvän                                                    | Ollas Anders Ericsson                                                    | 444                                                                      | 62,3                                                                     |                                                                          |
|                                                                          | Obunden protektionist                                                    | Hans Olsson i Rättvik                                                    | 265                                                                      | 37,2                                                                     |                                                                          |
|                                                                          | Annat                                                                    | Övriga                                                                   | 4                                                                        | 0,5                                                                      |                                                                          |
| Valdeltagande                                                            | Valdeltagande                                                            | Valdeltagande                                                            | 717                                                                      | 43,5                                                                     |                                                                          |

### 1899
| Andrakammarvalet i Sverige 1899: Gagnefs och Rättviks tingslags valkrets | Andrakammarvalet i Sverige 1899: Gagnefs och Rättviks tingslags valkrets | Andrakammarvalet i Sverige 1899: Gagnefs och Rättviks tingslags valkrets | Andrakammarvalet i Sverige 1899: Gagnefs och Rättviks tingslags valkrets | Andrakammarvalet i Sverige 1899: Gagnefs och Rättviks tingslags valkrets | Andrakammarvalet i Sverige 1899: Gagnefs och Rättviks tingslags valkrets |
| Parti                                                                    | Parti                                                                    | Kandidat                                                                 | Röster                                                                   | %                                                                        | ±                                                                        |
| ------------------------------------------------------------------------ | ------------------------------------------------------------------------ | ------------------------------------------------------------------------ | ------------------------------------------------------------------------ | ------------------------------------------------------------------------ | ------------------------------------------------------------------------ |
|                                                                          | Partilös                                                                 | Ollas Anders Ericsson                                                    | 409                                                                      | 84,0                                                                     | +21,7                                                                    |
|                                                                          | Annat                                                                    | Elias Hans Olsson i Lerdal                                               | 59                                                                       | 12,1                                                                     |                                                                          |
|                                                                          | Annat                                                                    | Övriga                                                                   | 19                                                                       | 3,9                                                                      |                                                                          |
| Valdeltagande                                                            | Valdeltagande                                                            | Valdeltagande                                                            | 491                                                                      | 25,3                                                                     |                                                                          |

Valet ägde rum den 11 september 1899.

### 1902
| Andrakammarvalet i Sverige 1902: Gagnefs och Rättviks tingslags valkrets | Andrakammarvalet i Sverige 1902: Gagnefs och Rättviks tingslags valkrets | Andrakammarvalet i Sverige 1902: Gagnefs och Rättviks tingslags valkrets | Andrakammarvalet i Sverige 1902: Gagnefs och Rättviks tingslags valkrets | Andrakammarvalet i Sverige 1902: Gagnefs och Rättviks tingslags valkrets | Andrakammarvalet i Sverige 1902: Gagnefs och Rättviks tingslags valkrets |
| Parti                                                                    | Parti                                                                    | Kandidat                                                                 | Röster                                                                   | %                                                                        | ±                                                                        |
| ------------------------------------------------------------------------ | ------------------------------------------------------------------------ | ------------------------------------------------------------------------ | ------------------------------------------------------------------------ | ------------------------------------------------------------------------ | ------------------------------------------------------------------------ |
|                                                                          | Partilös                                                                 | Ollas Anders Ericsson                                                    | 391                                                                      | 76,5                                                                     | -7,5                                                                     |
|                                                                          | Annat                                                                    | E.H. Borg i Söderås                                                      | 119                                                                      | 23,3                                                                     |                                                                          |
|                                                                          | Annat                                                                    | Anders Johansson i Utanåker                                              | 1                                                                        | 0,2                                                                      |                                                                          |
| Valdeltagande                                                            | Valdeltagande                                                            | Valdeltagande                                                            | 512                                                                      | 25,5                                                                     |                                                                          |

Valet ägde rum den 15 september 1902.

### 1905
| Andrakammarvalet i Sverige 1905: Gagnefs och Rättviks tingslags valkrets | Andrakammarvalet i Sverige 1905: Gagnefs och Rättviks tingslags valkrets | Andrakammarvalet i Sverige 1905: Gagnefs och Rättviks tingslags valkrets | Andrakammarvalet i Sverige 1905: Gagnefs och Rättviks tingslags valkrets | Andrakammarvalet i Sverige 1905: Gagnefs och Rättviks tingslags valkrets | Andrakammarvalet i Sverige 1905: Gagnefs och Rättviks tingslags valkrets |
| Parti                                                                    | Parti                                                                    | Kandidat                                                                 | Röster                                                                   | %                                                                        | ±                                                                        |
| ------------------------------------------------------------------------ | ------------------------------------------------------------------------ | ------------------------------------------------------------------------ | ------------------------------------------------------------------------ | ------------------------------------------------------------------------ | ------------------------------------------------------------------------ |
|                                                                          | Nationella framstegspartiet                                              | Ollas Anders Ericsson                                                    | 408                                                                      | 55,7                                                                     | -20,8                                                                    |
|                                                                          | Partilös liberal                                                         | Daniel Brandt                                                            | 211                                                                      | 28,8                                                                     |                                                                          |
|                                                                          | Annat                                                                    | Per Jöns Anders Persson                                                  | 113                                                                      | 15,4                                                                     |                                                                          |
|                                                                          | Annat                                                                    | Övriga                                                                   | 1                                                                        | 0,1                                                                      |                                                                          |
| Valdeltagande                                                            | Valdeltagande                                                            | Valdeltagande                                                            | 733                                                                      | 31,8                                                                     |                                                                          |

Valet ägde rum den 18 september 1905.

### 1908
| Andrakammarvalet i Sverige 1908: Gagnefs och Rättviks tingslags valkrets | Andrakammarvalet i Sverige 1908: Gagnefs och Rättviks tingslags valkrets | Andrakammarvalet i Sverige 1908: Gagnefs och Rättviks tingslags valkrets | Andrakammarvalet i Sverige 1908: Gagnefs och Rättviks tingslags valkrets | Andrakammarvalet i Sverige 1908: Gagnefs och Rättviks tingslags valkrets | Andrakammarvalet i Sverige 1908: Gagnefs och Rättviks tingslags valkrets |
| Parti                                                                    | Parti                                                                    | Kandidat                                                                 | Röster                                                                   | %                                                                        | ±                                                                        |
| ------------------------------------------------------------------------ | ------------------------------------------------------------------------ | ------------------------------------------------------------------------ | ------------------------------------------------------------------------ | ------------------------------------------------------------------------ | ------------------------------------------------------------------------ |
|                                                                          | Nationella framstegspartiet                                              | Ollas Anders Ericsson                                                    | 793                                                                      | 66,0                                                                     | +10,3                                                                    |
|                                                                          | Partilös liberal                                                         | Daniel Brandt                                                            | 407                                                                      | 33,9                                                                     | +5,1                                                                     |
|                                                                          | Annat                                                                    | Övriga                                                                   | 2                                                                        | 0,1                                                                      |                                                                          |
| Valdeltagande                                                            | Valdeltagande                                                            | Valdeltagande                                                            | 1,203                                                                    | 50,4                                                                     |                                                                          |

Valet ägde rum den 20 september 1908.